# Bocchoris bleusei
Bocchoris bleusei là một loài bướm đêm trong họ Crambidae.